# Mils Muliaina
Junior Malili „Mils“ Muliaina (31. července 1980, Salelesi) je bývalý novozélandský ragbista, který hrál jako zadák a křídlo. V roce 2010 byl v nominaci na nejlepšího ragbistu světa. Na MS 2003 položil společně se svým spoluhráčem Howlettem nejvíce pětek (7) a pomohli k 3. místu. Na MS 2011 se stal mistrem světa.
Šestkrát se stal vítězem Poháru 3 zemí (2003, 2005–2008, 2010). Za Nový Zéland odehrál 100 zápasů a připsal si 165 bodů (2003 – 2011).
V letech 1999 až 2002 hrál za sedmičkovou reprezentaci a byl součástí triumfů ve světové sérii (1999 až 2001) a na MS 2001.
Na klubové úrovni vyhrál v roce 2003 s klubem Blues Super Rugby. V červenci 2015 byl obviněn ze sexuálního napadení v nočním klubu v Cardiffu. Kariéru ukončil v USA. Po ukončení ragbyové kariéry studoval na chiropraktika a je televizním odborníkem. Například komentoval finále Super Rugby 2024.

## Klubová kariéra
- 1999 – 2005 Auckland Blues
- 2006 – 2011 Waikato Chiefs
- 2011/12 – 2013/14 Osaka Red Hurricanes
- 2014 Waikato Chiefs
- 2014/15 Connacht
- 2015/16 Zebre
- 2015/16 San Francisko